# 勝田孫弥
勝田 孫弥（かつだ まごや、1867年9月22日〈慶応3年8月25日〉 - 1941年〈昭和16年〉8月21日）は、鹿児島県出身の教育家・歴史家である。元士族。

## 人物
薩摩国給黎郡喜入（現在は鹿児島市に編入）出身。
1885年、鹿児島県師範学校中等師範学科卒業。同年、喜入小学校（現在の鹿児島市立喜入小学校）に四等訓導として就任した。1887年3月、喜入高等小学訓導に任命されたが、4月に依願免職。1887年9月 - 1890年6月、私立明治法律学校（現・明治大学）で法律科・行政科・仏語科を修業。
この頃から明治維新史の研究を行い、三上参次が校閲した伝記「西郷隆盛伝」（全5冊、1895年）や「大久保利通伝」（全3冊、1911年、 同文館）、「甲東逸話」（冨山房、1928年）などを著した。
1894年の大日本海外教育会創立の際に幹事として参画。
キリスト教徒の加藤俊子が1889年に創立し、内村鑑三が2代目校長を1年ほど務めていた女子独立学校が経営困難となったため、それを引き受け、1902年に精華女学校（精華学園）を開校した。
1911年、維新史料編纂官に任ぜられ、1929年10月1日、従四位に叙せられた。墓所は多磨霊園。

## 家族 親族
妻の勝田けいは精華女子高等学校（精華女学校から改称、千葉県市原市）の校長を務めた。娘に鈴木哲子がいる。